# آل مقرن
آل مقرن هي أسرة تنتسب إلى الأمير مقرن بن مرخان بن إبراهيم بن موسى بن ربيعة بن مانع بن ربيعة المريدي من بني حنيفة من قبيلة عنزة من بكر بن وائل بن قاسط بن هنب بن أفصى بن دعمي بن جديلة بن أسد بن ربيعة بن نزار بن معد بن عدنان.
تتفرع أسرة آل مقرن إلى ثلاثة فروع رئيسية وهي كالتالي: 
1. محمد بن مقرن جد آل سعود.
2. عبد الله بن مقرن جد آل ناصر.
3. عياف بن مقرن جد آل عياف.